# Circonscription autonomique de Navarre
Ne doit pas être confondu avec Circonscription électorale de Navarre.
La circonscription électorale de Navarre est l'unique circonscription de Navarre pour les élections au Parlement de Navarre.
Elle correspond géographiquement à la Navarre.

## Synthèse
| AP & alliés  |       | 8  | 2  |    |    |    |    |    |    |    |    |    |  |  |  |
| PSN-PSOE     |       | 20 | 15 | 19 | 11 | 11 | 11 | 12 | 9  | 7  | 11 | 11 |  |  |  |
| UPN          |       | 13 | 14 | 20 | 17 | 22 | 23 | 22 | 19 | 15 |    | 15 |  |  |  |
| HB           |       | 6  | 7  | 6  | 5  |    |    |    |    |    |    |    |  |  |  |
| PNV          |       | 3  |    |    |    |    |    |    |    |    |    |    |  |  |  |
| CDS          |       |    | 4  |    |    |    |    |    |    |    |    |    |  |  |  |
| EA           |       |    | 4  | 3  | 2  |    |    |    |    |    |    |    |  |  |  |
| UDF          |       |    | 3  |    |    |    |    |    |    |    |    |    |  |  |  |
| EE           |       |    | 1  |    |    |    |    |    |    |    |    |    |  |  |  |
| IU           |       |    |    | 2  | 5  | 3  | 4  | 2  |    |    |    |    |  |  |  |
| CDN          |       |    |    |    | 10 | 3  | 4  | 2  |    |    |    |    |  |  |  |
| EH           |       |    |    |    |    | 8  |    |    |    |    |    |    |  |  |  |
| EA-PNV       |       |    |    |    |    | 3  | 4  |    |    |    |    |    |  |  |  |
| Aralar       |       |    |    |    |    |    | 4  |    |    |    |    |    |  |  |  |
| Nafarroa Bai |       |    |    |    |    |    |    | 12 | 8  |    |    |    |  |  |  |
| EH Bildu     |       |    |    |    |    |    |    |    | 7  | 8  | 7  | 9  |  |  |  |
| PPN          |       |    |    |    |    |    |    |    | 4  | 2  |    | 3  |  |  |  |
| I-E          |       |    |    |    |    |    |    |    | 3  | 2  | 1  |    |  |  |  |
| Geroa Bai    |       |    |    |    |    |    |    |    |    | 9  | 9  | 7  |  |  |  |
| Podemos      |       |    |    |    |    |    |    |    |    | 7  | 2  |    |  |  |  |
| NA+          |       |    |    |    |    |    |    |    |    |    | 20 |    |  |  |  |
| Vox          |       |    |    |    |    |    |    |    |    |    |    | 2  |  |  |  |
| Contigo      |       |    |    |    |    |    |    |    |    |    |    | 3  |  |  |  |
|              |       |    |    |    |    |    |    |    |    |    |    |    |  |  |  |
| Total        | Total | 50 | 50 | 50 | 50 | 50 | 50 | 50 | 50 | 50 | 50 | 50 |  |  |  |

## Résultats détaillés

### 1983
| Parti     | Parti | Députés élus |
| --------- | ----- | --- |
| PSN-PSOE  |       | Gabriel Urralburu, Víctor Manuel Arbeloa Muru, Antonio Aragón Elizalde, José Ramón Zabala Urra, Miguel Ángel Ancízar Eceolaza, Javier Asiain Ayala, José María Ezpeleta Martínez, Camino Oslé Guerendiain, Javier Otano, José Antonio Ruiz Amatria, Rafael Pérez Rivas, Arsenio Lebrero Ochoa, Andrés de Miguel Torrano, Emilio Boulandier Maiza, Francisco Javier Lara Jaunsarás, Ramiro Martínez Lerga, María Soledad Elizari Garayos, Pedro Ardaiz Egues, Juan José Paredes Pérez, Francisco Javier Vital Sevillano |
| UPN       |       | Balbino Bados Artiz, Albito Viguria Caparroso, Javier del Castillo Bandrés, Rafael Gurrea Induráin, Antonio Andia Ustarroz, José Ángel Zubiaur Alegre, Juan Cruz Alli, Luis Fernando Medrano Blasco, Andrés Basterra Layana, José Javier Gortari Beiner, José Javier Viñes Rueda, Andrés Luis Escribano Boldoba, José María los Arcos Martínez |
| AP-PDP-UL |       | José Luis Monge Recalde, Pedro Pegenaute Garde, José Javier Catalán Ríos, Pablo José de Miguel Adrián, Jaime Ignacio del Burgo, José Ignacio López Borderías, Calixto Ayesa Dianda, Lucio Jiménez Guerrero |
| HB        |       | José Ignacio Aldecoa Azarloza, Francisco Javier Ilundain Guillén, Francisco Javier Arce Goñi, Ángel García de Dios, Jesús María Iraeta Echebeste, Antonino Alemán Abaurrea |
| PNV       |       | Ignacio Cabasés Hita, Fermín Ciaurriz Gómez, Pedro Manuel Barbería Echarri |

### 1987
| Parti    | Parti | Députés élus |
| -------- | ----- | --- |
| PSN-PSOE |       | Gabriel Urralburu, José Antonio Asiain Ayala, Miguel Ángel Ancízar Eceolaza, Javier Otano, Jesús Malón Nicolao, Camino Oslé Guerendiain, Antonio Aragón Elizalde, Javier Asiain Ayala, Federico Tajadura Iso, Román Felones Morrás, Dolores Eguren Apesteguia, Francisco San Martín Sala, José Javier Arraiza Meoqui, Soledad Elizari Garayoa, José Gómez Lara |
| UPN      |       | Juan Cruz Alli, José Javier Viñes Rueda, Balbino Bados Artiz, Rafael Gurrea Induráin, Javier del Castillo Bandrés, Jesús Javier Marcotegui Ros, Andrés Basterra Layana, José Javier Pomés Ruiz, María Rosario Villanueva Iturralde, Juan José Manero Sainz, Miguel Sanz, Félix Armañanzas Echarri, Ignacio Javier Gomara Granada, Félix Sánchez Cornago        |
| HB       |       | José Ignacio Aldecoa Azarloza, Florencio Aoiz Monreal, Jesús María Iraeta Echebeste, Francisco Erdozain Beroiz, Sagrario Alemán Astiz, Guillermo Arbeloa Suberbiola, Mauricio Olite Ariz |
| CDS      |       | Pablo García Tellechea, Juan José Otamendi Rodríguez-Bethencourt, José María Martínez-Peñuela Virseda, José Antonio Eder Esarte |
| EA       |       | Ignacio Cabasés Hita, Fermín Ciaurriz Gómez, Gregorio Monreal Zia, Félix Irurzun Olaizola |
| UDF      |       | Jaime Ignacio del Burgo, Calixto Ayesa Dianda, José Ignacio López Borderías |
| AP       |       | Miguel Urquía Braña, Juan Cruz Cruz |
| EE       |       | Ramón Arozarena Sanzberro |

### 1991
| Parti    | Parti | Députés élus |
| -------- | ----- | --- |
| UPN      |       | Juan Cruz Alli, Rafael Gurrea Induráin, Calixto Ayesa Dianda, Miguel Sanz, Jesús Javier Marcotegui Ros, José Ignacio López Borderías, Luis Campoy Zueco, Amadeo Sánchez de Muniain Solano, José Ignacio Palacios Zuasti, Félix Armañanzas Echarri, María Rosario Villanueva Iturralde, Fernando Labarga Gracia, Pilar Abadia Gauna, José Javier Pomés Ruiz, José María Jiménez Jiménez, Juan González Mateo, Alberto Catalán Higueras, Santiago Barrios Escamilla, Ignacio Javier Gomara Granada, Carlos García Adanero |
| PSN-PSOE |       | Gabriel Urralburu, Jesús Malón Nicolao, José Antonio Asiain Ayala, Javier Otano, Dolores Eguren Apesteguia, Antonio Aragón Elizalde, Aladino Colín Rodríguez, Federico Tajadura Iso, Lourdes Gorricho Ríos, Joaquín Pérez de Obanos Liso, Javier Asiain Ayala, Manuel López Mazuelas, María Urmeneta Fernández, Joaquín Pascal Lozano, José Luis Uriz Iglesias, Pilar Aramburu González, Jesús María Ramírez Sánchez, Alfonso Estévez Jiménez, Javier Marín Ardoqui                                                     |
| HB       |       | Patxi Zabaleta, Adolfo Araiz Flamarique, Mauricio Olite Ariz, María Iciar Gómez López, Florencio Aoiz Monreal, Zutoia Michel Arbizu |
| EA       |       | Ignacio Cabasés Hita, Fermín Ciaurriz Gómez, Estebe Karla Petrizan Iriarte |
| IU       |       | Félix María Taberna Monzón, Martín Landa Marco |

### 1995
| Parti    | Parti | Députés élus |
| -------- | ----- | --- |
| UPN      |       | Miguel Sanz, Rafael Gurrea Induráin, Juan Ramón Jiménez Pérez, Jesús Javier Marcotegui Ros, Joaquín Salcedo Izu, Calixto Ayesa Dianda, José Cruz Pérez Lapazarán, Manuel García Abarzuza, Nuria Iturriagagoitia Ripoll, Alfredo Jaime Irujo, Ángel Luis Rodríguez San Vicente, Gaspar Castellano de Gastón, Alberto Catalán Higueras, Amelia Salanueva Murguialday, José Ignacio Palacios Zuasti, Francisco Javier Morrás Iturmendi, José Ramón Urdiain Martínez |
| PSN-PSOE |       | Javier Otano, Aladino Colín Rodríguez, Pedro Burillo López, Dolores Eguren Apesteguia, Federico Tajadura Iso, Inma Pinilla Baigorri, Manuel López Mazuelas, José María Ezpeleta Martínez, Javier Sánchez Turrillas, Francisca Catalán Fabo, María Asunción Apesteguía Jaurrieta |
| CDN      |       | Juan Cruz Alli, Javier del Castillo Bandrés, Reyes Cortaire Tirapu, Florentino López Istúriz, Luis Gerardo López Eslava, María Rosario Villanueva Iturralde, Gregorio Martínez Ezcaray, Inmaculada Matías Angulo, Luis Ibero Elía, Andrés Basterra Layana |
| IU/EB    |       | Félix María Taberna Monzón, Martín Landa Marco, Pablo Lorente Zapatería, Ion Iñaki Erro Armendáriz, José Miguel Nuin Moreno |
| HB       |       | Adolfo Araiz Flamarique, Florencio Aoiz Monreal, Jaime Iribarren Iriarte, Patxi Zabaleta, Sotero Echandi Juanicotena |
| EA       |       | Ignacio Cabasés Hita, Fermín Ciaurriz Gómez |

### 1999
| Parti    | Parti | Députés élus |
| -------- | ----- | --- |
| UPN      |       | Miguel Sanz, Rafael Gurrea Induráin, Alberto Catalán Higueras, Calixto Ayesa Dianda, Jesús Javier Marcotegui Ros, Ignacio Javier Martínez Alfaro, José Ignacio Palacios Zuasti, Santiago Cervera Soto, Nuria Iturriagagoitia Ripoll, Amelia Salanueva Murguialday, Luis Campoy Zueco, Luis Valero Erro, Josefina Bozal Bozal, Pedro Eza Goyeneche, Evelio Gil Zardoya, José Luis Alli Fernández, Francisco Javier Morrás Iturmendi, José Javier Viñes Rueda, Alfredo Jaime Irujo, Carlos García Adanero, José Ramón Urdiain Martínez, María Isabel Beriain Luri |
| PSN-PSOE |       | Juan José Lizarbe Baztán, Dolores Eguren Apesteguia, Elena Torres Miranda, José Luis Castejón Garrués, Isabel Delgado López, Inma Pinilla Baigorri, Javier Sanz Carramiñana, Javier Carlos Cristóbal García, Fernando Viedma Molero, Juan Antonio Andión Gastón, Carolina Castillejo Hernández |
| EH       |       | Pernando Barrena, Aurkene Ortiz Egizabal, José Luis Barrios Martín, Milagros Rubio Salvatierra, Shanti Kiroga Astiz, Félix José Puyo Rebollo, Pablo Muñoz Trigo, Martín Arbizu Goñi |
| IU/EB    |       | Félix María Taberna Monzón, José Miguel Nuin Moreno, María Isabel Ana Arboniés Bermejo |
| CDN      |       | Juan Cruz Alli, Javier del Castillo Bandrés, Andrés Basterra Layana |
| EA-PNV   |       | Begoña Errazti Esnal, José María Ayerdi Fernández de Barrena, José Manuel Goicoechea Ascorbe |

### 2003
| Parti    | Parti | Députés élus |
| -------- | ----- | --- |
| UPN      |       | Miguel Sanz, Nuria Iturriagagoitia Ripoll, Alberto Catalán Higueras, Rafael Gurrea Induráin, Francisco José Iribarren Fentanes, María Inmaculada Kutz Peironcely, José Ignacio Palacios Zuasti, Begoña Sanzberro Iturriria, Luis Casado Oliver, Josefina Bozal Bozal, Calixto Ayesa Dianda, Amelia Salanueva Murguialday, Carlos García Adanero, Laura Alba Cuadrado, Jesús Javier Marcotegui Ros, Luis Valero Erro, Faustino León Chivite, Pedro Eza Goyeneche, José Antonio Rapún León, Esteban Garijo Pérez, Miguel Alfonso Úcar Zaratiegui, Evelio Gil Zardoya, Alfredo Jaime Irujo |
| PSN-PSOE |       | Juan José Lizarbe Baztán, María Gracia Iribarren Ribas, Elena Torres Miranda, Fernando María Puras Gil, María Amanda Acedo Suberviola, José Luis Castejón Garrués, Javier Carlos Cristóbal García, María Helena Berruezo Valencia, José Luis Izco Biarge, Aurelia Lumbreras Íñigo, Jesús Pardo Gurpegui |
| IU/EBN   |       | Félix María Taberna Monzón, José Miguel Nuin Moreno, Ana María Figueras Castellano, Miguel José Izu Belloso |
| Aralar   |       | Patxi Zabaleta, Juan Antonio Jiménez Hervas, María Josefa Cruz Egaña Descarga, Patxi Telletxea Ezkurra |
| CDN      |       | Juan Cruz Alli, José Andrés Burguete Torres, María Milagros Oreja Arrayago, Carlos Pérez-Nievas López de Goicoechea |
| EA-PNV   |       | Begoña Errazti Esnal, Maiorga Ramírez Erro, José Luis Echegaray Andueza, Elena Santesteban Guelbenzu |

### 2007
| Parti        | Parti | Députés élus |
| ------------ | ----- | --- |
| UPN          |       | Miguel Sanz, María Isabel García Malo, Alberto Catalán Higueras, Jesús María Pajares Azpiroz, María Inmaculada Kutz Peironcely, Javier Caballero Martínez, Carlos García Adanero, Begoña Sanzberro Iturriria, Laura Alba Cuadrado, Sergio Sayas López, María Reyes Carmona Blasco, Jerónimo José Gómez Ortigosa, Faustino León Chivite, Amaya María Otamendi Claramunt, Eradio Ezpeleta Iturralde, Jesús Javier Marcotegui Ros, María Concepción Mateo Pérez, José Javier Esparza, Josefina Bozal Bozal, Esteban Garijo Pérez, Pedro Eza Goyeneche, Luis Valero Erro |
| Nafarroa Bai |       | Patxi Zabaleta, Maiorga Ramírez Erro, María Asunción Fernández de Garayalde Lazcano-Sala, María Luisa Mangado Cortés, Juan Antonio Jiménez Hervas, José Luis Eceolaza Latorre, Luis María Amezqueta Díaz, José Ángel Aguirrebenoa Imaz, Miren Nekane Pérez Irazabal, Paula Casares Corrales, Patxi Telletxea Ezkurra, Aitor Echarri Pellejero |
| PSN-PSOE     |       | Fernando María Puras Gil, Elena Torres Miranda, Samuel Caro Sábada, María Gracia Iribarren Ribas, José Luis Izco Biarge, María Amanda Acedo Suberviola, Román Felones Morrás, María Victoria Arraiza Zorzano, Roberto Jiménez Alli, Juan José Lizarbe Baztán, María Chivite, José Javier Monzón Romé |
| CDN          |       | Juan Cruz Alli, José Andrés Burguete Torres |
| IUN-NEB      |       | Ion Iñaki Erro Armendáriz, Ana María Figueras Castellano |

### 2011
| Parti        | Parti | Députés élus |
| ------------ | ----- | --- |
| UPN          |       | Yolanda Barcina, Carlos García Adanero, Alberto Catalán Higueras, Antonio Pérez Prados, Begoña Sanzberro Iturriria, Amelia Salanueva Murguialday, José Iribas Sánchez de Boado, Juan Luis Sánchez de Muniáin Lacasia, Lourdes Goicoechea Zubelzu, Javier Caballero Martínez, Sergio Sayas López, María Victoria Castillo Floristán, Eradio Ezpeleta Iturralde, Coro Gaínza Aznárez, Prudencio Indurain Larraya, María Isabel García Malo, José Javier Esparza, Jerónimo José Gómez Ortigosa, Carmen María González García |
| PSN-PSOE     |       | Roberto Jiménez Alli, Elena Torres Miranda, Samuel Caro Sábada, María Teresa Esporrín Heras, Jorge Urdanoz Ganuza, María Chivite, Román Felones Morrás, Juan José Lizarbe Baztán, María Victoria Arraiza Zorzano |
| Nafarroa Bai |       | Patxi Zabaleta, María Asunción Fernández de Garayalde Lazcano-Sala, Juan Antonio Jiménez Hervas, Manuel Ayerdi Olaizola, Miren Nekane Pérez Irazabal, Juan Carlos Longas García, Xabier Lasa Gorraiz, Patxi Leuza García |
| EH Bildu     |       | Maiorga Ramírez Erro, Bakartxo Ruiz Jaso, Aitziber Sarasola Jaca, Koldo Amezketa Díaz, Bikendi Barea Aiestaran, José Fernando Ibiltzieta Olleta, Víctor Rubio Martínez |
| PPN          |       | Santiago Cervera Soto, Ana María Beltrán Villalba, Eloy Villanueva Cruz, Amaya Zarranz Erra |
| I-E          |       | José Miguel Nuin Moreno, María Luisa de Simón Caballero, José María Mauleón Echeverria |

### 2015
| Parti     | Parti | Députés élus |
| --------- | ----- | --- |
| UPN       |       | José Javier Esparza, Ana San Martín Aniz, Óscar Arizcuren Pola, María Isabel García Malo, Juan Luis Sánchez de Muniáin Lacasia, Alberto Catalán Higueras, Iñaki Iriarte López, Cristina Altuna Ochotorena, María Carmen Segura Moreno, Luis Zarralugui Ortigosa, Sergio Sayas López, Carlos García Adanero, Begoña Ganuza Bernaola, Luis Casado Oliver, Mónica Doménech Linde |
| Geroa Bai |       | Uxue Barkos, Manuel Ayerdi Olaizola, Koldo Martínez, Unai Hualde, Virginia Alemán Arrastio, Isabel Aramburu Bergua, María Roncesvalles Solana Arana, Patxi Leuza García, Jokin Castiella Imaz |
| EH Bildu  |       | Adolfo Araiz Flamarique, Miren Aranoa Astigarraga, Frantzisko Xabier Lasa Gorraiz, Bakartxo Ruiz Jaso, Maiorga Ramírez Erro, María Asunción Fernández de Garayalde Lazkano-Sala, David Anaut Peña, María Esther Korres Bengoetxea |
| Podemos   |       | Laura Lucía Pérez Ruano, Mikel Buil García, María Teresa Sáez Barrao, Carlos Couso Chamarro, Ainhoa Aznárez, Eduardo Santos Itoiz, María Fátima Andreo Vázquez |
| PSN-PSOE  |       | María Chivite, Santos Cerdán, María Inmaculada Jurío Macaya, Guzmán Miguel Garmendia Pérez, Ainhoa Unzu Gárate, Carlos Gimeno Gurpegui, Nuria Medina Santos |
| PP        |       | Ana María Beltrán Villalba, Javier García Jiménez |
| IE        |       | José Miguel Nuin Moreno, María Luisa de Simón Caballero |

- Manuel Ayerdi (GB) est remplacé en juillet 2015 par Consuelo Satrústegui Marturet.
- Xabier Lasa (EH Bildu) est remplacé en août 2015 par Aranzazu Izurdiaga Osinaga.
- Eduardo Santos (Podemos) est remplacé en janvier 2016 par Rubén Velasco Fraile.
- Roncesvalles Solana (GB) est remplacée en septembre 2016 par Rafael Eraso Salazar.
- Santos Cerdán (PSN-PSOE) est remplacé en septembre 2017 par María Concepción Ruiz López.
- Iñaki Iriarte (UPN) est remplacé en juin 2018 par Mariano Herrero Ibáñez.
- Cristina Altuna (UPN) est remplacée en octobre 2018 par Francisco María Irizar Jáuregui.

### 2019
| Parti     | Parti | Députés élus |
| --------- | ----- | --- |
| NA+       |       | José Javier Esparza, María Jesús Valdemoros Erro, Carlos Pérez-Nievas López de Goicoechea, José Suárez Benito, Yolanda Ibáñez Pérez, Marta Álvarez Alonso, Cristina Ibarrola Guillén, Jorge Esparza Garrido, Iñaki Iriarte López, Javier García Jiménez, María Isabel García Malo, Pedro José González Felipe, Alberto Bonilla Zafra, Raquel Garbayo Berdonces, Juan Luis Sánchez de Muniáin Lacasia, Miguel Bujanda Cirauqui, Isabel Olave Ballarena, Francisco Pérez Arregui, María Elena Llorente Trujillo, Ángel Ansa Echegaray |
| PSN-PSOE  |       | María Chivite, Ramón Alzórriz Goñi, María Inmaculada Jurío Macaya, Carlos Gimeno Gurpegui, Ainhoa Unzu Gárate, Bernardo Ciriza Pérez, Nuria Medina Santos, Antonio Javier Lecumberri Urabayen, María Aranzazu Biurrun Urpegui, Carlos Mena Blasco, Patricia Fanlo Mateo |
| Geroa Bai |       | Uxue Barkos, Unai Hualde, Koldo Martínez, María Roncesvalles Solana Arana, Manu Ayerdi Olaizola, Pablo Azcona Molinet, Isabel Aramburu Bergua, Mikel Asiain Torres, Jabi Arakama Urtiaga |
| EH Bildu  |       | Bakartxo Ruiz Jaso, Adolfo Araiz Flamarique, Laura Aznal Sagasti, Maiorga Ramírez Erro, Patricia Perales Hurtado, Miren Aranoa Atigarraga, Domingo González Martínez |
| Podemos   |       | Mikel Buil García, Ainhoa Aznárez |
| IE        |       | María Luisa de Simón Caballero |

- Carlos Gimeno (PSN) est remplacé en août 2019 par Jorge Aguirre Oviedo.
- Bernardo Ciriza (PSN) est remplacé en août 2019 par María Virginia Magdaleno Alegría.
- Manu Ayerdi (GB) est remplacé en août 2019 par Blanca Isabel Regúlez Álvarez.
- Koldo Martínez (GB) est remplacé en décembre 2019 par Ana Isabel Ansa Ascunce.
- Miren Aranoa (EH Bildu) est remplacée en septembre 2020 par Aranzazu Izurdiaga Osinaga.

### 2023
| Parti     | Parti | Députés élus |
| --------- | ----- | --- |
| UPN       |       | José Javier Esparza, Yolanda Ibáñez Pérez, Marta Álvarez Alonso, María Jesús Valdemoros Erro, Francisco Javier Trigo Oubiña, Félix Zapatero Soria, Juan Luis Sánchez de Muniáin Lacasia, Leticia San Martín Rodríguez, Pedro José González Felipe, Ana María Elizalde Urmeneta, Iñaki Iriarte López, Ángel Ansa Echegaray, Cristina López Mañero, Miguel Bujanda Cirauqui, Raquel Garbayo Berdonces |
| PSN-PSOE  |       | María Chivite, Ramón Alzórriz Goñi, Ainhoa Unzu Gárate, Jorge Aguirre Oviedo, María Inmaculada Jurío Macaya, Antonio Javier Lecumberri Urabayen, Olga Chueca Chueca, Jesús María Rodríguez Gómez, María Teresa Esporrín Las Heras, Kevin Lucero Domingues, María Aranzazu Biurrun Urpegui |
| EH Bildu  |       | Laura Aznal Sagasti, Adolfo Araiz Flamarique, Eneka Maiz Ulaiar, Severiano Txoperena Matxikote, Javier Arza Porras, Aranzazu Izurdiaga Osinaga, Domingo González Martínez, Irati Jiménez Aragón, Mikel Zabaleta Aramendia |
| Geroa Bai |       | Uxue Barkos, Unai Hualde, Pablo Azcona Molinet, María Roncesvalles Solana Arana, Jabi Arakama Urtiaga, Mikel Asiain Torres, Blanca Isabel Regúlez Álvarez |
| PPN       |       | Javier García Jiménez, Irene Royo Ortín, María Isabel García Malo |
| Contigo   |       | Begoña Alfaro García, Carlos Gúzman Pérez, Daniel López Córdoba |
| Vox       |       | María Teresa Nosti Izquierdo, Emilio Jiménez Román |

- Begoña Alfaro (Contigo) est remplacée le 5 septembre 2023 par Miguel Garrido Sola.
- Jabi Arakama (GB) est remplacé le 5 septembre 2023 par Isabel Aramburu Bergua.
- Jorge Aguirre (PSN-PSOE) est remplacé le 5 septembre 2023 par Carlos Mena Blasco.
- Jesús María Rodríguez (PSN-PSOE) est remplacé le 5 septembre 2023 par Ibai Crespo Luna, après renonciation de Patricia Fanlo.
- Uxue Barkos (GB) est remplacée le 3 octobre 2023 par Miren Itxaso Soto Díaz de Cerio.